# 婆罗门巴里亚沙达尔乌帕齐拉
婆罗门巴里亚沙达尔乌帕齐拉是孟加拉国吉大港专区婆罗门巴里亚县的乌帕齐拉。原先該地區之行政區單位為「塔納」，1984年變更為「乌帕齐拉」。

## 人口統計
根據1991年孟加拉國人口普查，婆罗门巴里亚沙达尔人口有659,449人，其中高於十八歲者有312,696人。男性佔總人口之51.38%；女性佔總人口之48.62%。婆罗门巴里亚沙达尔之平均識字率為30.1%（只計算7歲以上之居民）